# Kreis Brusio
| Brusio              | Brusio            |
| ------------------- | ----------------- |
| Brusio              |                   |
| Basisdaten          |                   |
| Staat:              | Schweiz           |
| Kanton:             | Graubünden (GR)   |
| Bezirk:             | Bernina           |
| Hauptort:           | Brusio            |
| Fläche:             | 46,29 km²         |
| Einwohner:          | 1146 (31.12.2009) |
| Bevölkerungsdichte: | 25 Einw. pro km²  |
| Aufgehoben am:      | 31. Dezember 2015 |
| Karte               |                   |
| Karte von Brusio    |                   |

Der Kreis Brusio bildete bis zum 31. Dezember 2015 zusammen mit dem Kreis Poschiavo den Bezirk Bernina des Kantons Graubünden in der Schweiz. Der Sitz des Kreisamtes befand sich in Brusio. Durch die Bündner Gebietsreform wurden die Kreise aufgehoben.

## Gemeinden
Der Kreis umfasste nur eine einzige Gemeinde:
| Wappen | Name der Gemeinde | Einwohner (Dez. 2009) | Fläche in km² | BFS-Nr |
| ------ | ----------------- | --------------------- | ------------- | ------ |
| Brusio | Brusio            | 1105                  | 46,29         | 3551   |